# Casa Palacio de los Casalduch
El Palacio de los Casalduch en Sierra Engarcerán, en la comarca de la Plana Alta, es un edificio residencial catalogado, dentro del Plan General de Ordenación Urbana, Bien de Relevancia Local según la Disposición Adicional Quinta de la Ley 5/2007, de 9 de febrero, de la Generalitat, de modificación de la Ley 4/1998, de 11 de junio, del Patrimonio Cultural Valenciano (DOCV Núm. 5.449 / 13/02/2007); con el código: 12.05.105-001.

## Historia
El pueblo de Sierra Engarcerán tiene origen musulmán, ya que en tiempos de la dominación musulmana existía en la parte más montañosa un castillo alrededor del cual se fue formando un asentamiento agrícola, o alquería que daría pie a la población actual.
Con la reconquista del rey Jaime I, en los años 1213-1238, las tierras pasaron a manos de Pedro Valimanya que nombró al asentamiento, según consta en la carta pobla del 1374, Sierra de Valimanya. En esos momentos era uno de los pocos señoríos laicos de la comarca, al cederse al barón de Puebla Tornesa. Más tarde las tierras fueron compradas por la familia Galcerán y de ahí su nombre actual de Sierra Engarcerán (la Serra d’en Galceran en valenciano). Pero no quedaron en esta familia, sino que unos años más tarde fueron compradas estas tierras por Nicolás Casalduch, de apodo “el antiguo” o “el vinculador”, quien el 6 de diciembre de 1512 concedió la carta de población.
El palacio también es conocido como “Palacio Casalduch y Muñoz”, o “El Fuerte”, e incluso se le llama”Castillo de la Sierra Engarcerán”. Fue construido por el barón de Puebla Tornesa, de modo que el castillo dejó de ser zona residencial de la nobleza de la zona.
Durante el año 2012 la Diputación de Castellón realizó una de sus Juntas de Gobierno en este palacio.

## Descripción
El edificio residencial, considerado como palacio, se ubica en el centro del pueblo, en la calle Obispo Beltrán, 2, muy cerca de la Iglesia Parroquial. Y es propiedad de la Diputación de Castellón, y en su interior, desde el año 2007, comparten espacio, por un lado el Ayuntamiento del pueblo, de otro la colección museográfica dedicada al Obispo Beltrán (quien desempeñó el cargo de Inquisidor General en tiempos de Carlos III), la cual se ubica en la planta superior o planta noble, que fue rehabilitada para tales menesteres.
El edificio data del siglo XIV y sigue las pautas del estilo gótico civil valenciano
La fachada es sencilla, con puerta de acceso en forma de arco de medio punto, con dovelas, y sobre ella, en el eje de simetría, destaca el escudo heráldico de los Casalduch, que tenían los títulos de barones de la Sierra Engarcerán, Puebla, Benicasim y Montornés desde el siglo XVI, momento en el que Nicolás Casalduch vinculó la baronía a su apellido.
Una vez dentro pueden observarse tres arcos de ojiva con cubierta de artesonados de madera, de entre ellos uno original del siglo XVI.
El patio del palacio se ha habilitado para una exposición de cruces de piedra obra de Francisco Agut, artesano local.
En el interior del museo destacan entre otras obras los azulejos que conforman el alicatado de las paredes de la cocina datada del siglo XVIII-XIX, que fueron adquiridos por el Ayuntamiento de Sierra Encargerán.